# Tettigidea annulipes
Tettigidea annulipes är en insektsart som beskrevs av Bruner, L. 1910. Tettigidea annulipes ingår i släktet Tettigidea och familjen torngräshoppor. Inga underarter finns listade i Catalogue of Life.